# Bielska Struga (województwo kujawsko-pomorskie)
Bielska Struga (niem. Hellfliess) – kolonia w Polsce, położona w województwie kujawsko-pomorskim, w powiecie tucholskim, w gminie Tuchola. Miejscowość jest częścią składową sołectwa Klocek.
W latach 1975–1998 miejscowość administracyjnie należała do województwa bydgoskiego.

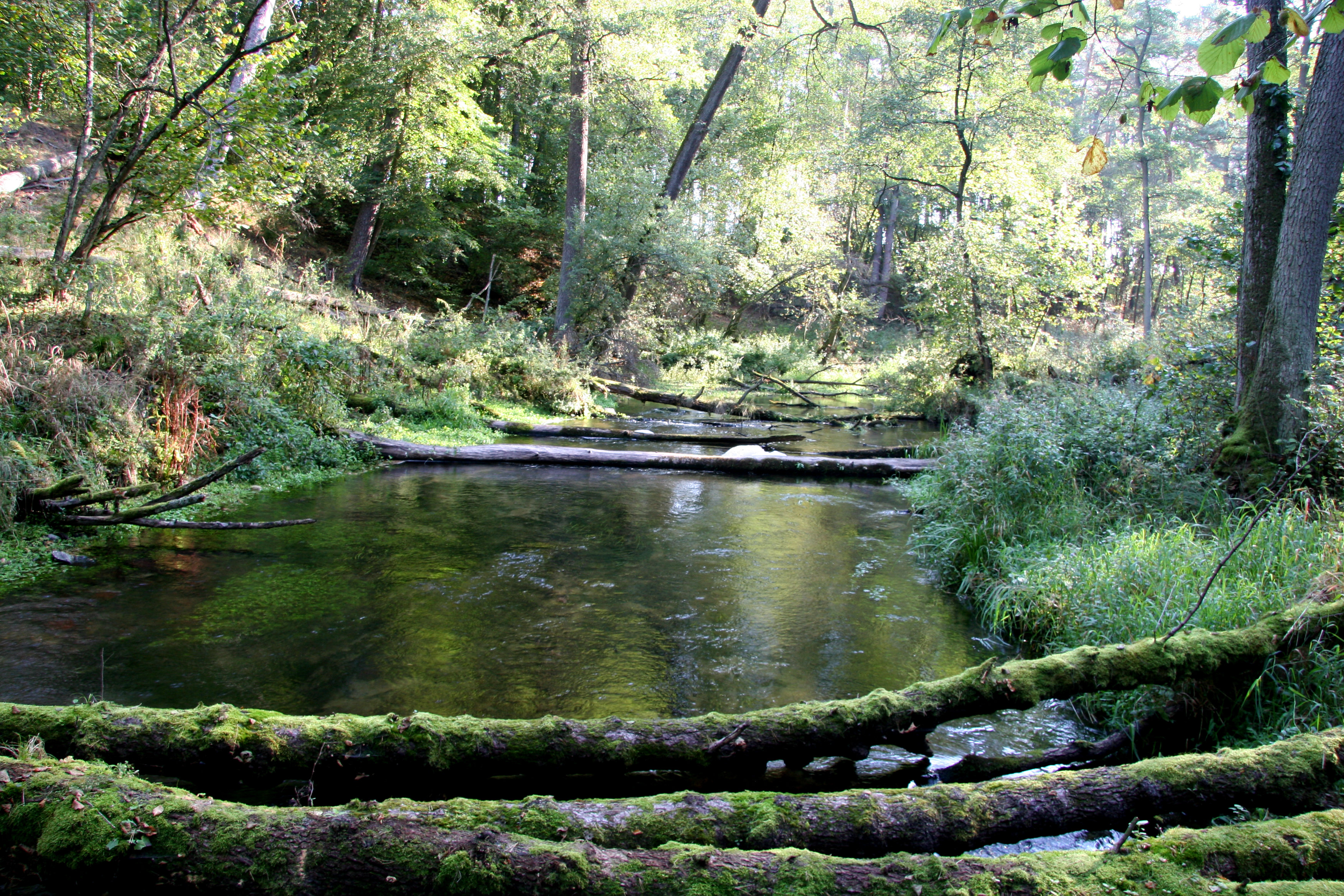
Bielska Struga przy ujściu do Brdy